# Tomáš Šmíd
Pour les articles homonymes, voir Šmíd.
Tomáš Šmíd, né le 20 mai 1956 à Plzeň, est un ancien joueur de tennis professionnel tchécoslovaque.
Il a atteint les huitièmes de finale des Internationaux de France en 1985.

## Parcours dans les tournois duGrand Chelem

### En simple
| Année | Open d'Australie | Open d'Australie | Internationaux de France | Internationaux de France | Wimbledon       | Wimbledon     | US Open         | US Open       | Open d'Australie | Open d'Australie |
| ----- | ---------------- | ---------------- | ------------------------ | ------------------------ | --------------- | ------------- | --------------- | ------------- | ---------------- | ---------------- |
| 1976  | —                | —                | 2e tour (1/32)           | J. Fillol                | —               | —             | —               | —             | n.o.             | n.o.             |
| 1977  | —                | —                | 1er tour (1/64)          | A. Muñoz                 | 1er tour (1/64) | P. Dupré      | 2e tour (1/32)  | V. Gerulaitis | —                | —                |
| 1978  | n.o.             | n.o.             | 3e tour (1/16)           | M. Orantes               | 1er tour (1/64) | S. Mayer      | 2e tour (1/32)  | P. Fleming    | —                | —                |
| 1979  | n.o.             | n.o.             | 1er tour (1/64)          | B. Borg                  | 2e tour (1/32)  | Ti. Gullikson | 2e tour (1/32)  | P. Dupré      | —                | —                |
| 1980  | n.o.             | n.o.             | 2e tour (1/32)           | Roger-Vasselin           | —               | —             | —               | —             | —                | —                |
| 1981  | n.o.             | n.o.             | 2e tour (1/32)           | B. Taróczy               | 1er tour (1/64) | P. Dupré      | —               | —             | —                | —                |
| 1982  | n.o.             | n.o.             | 3e tour (1/16)           | P. McNamara              | 3e tour (1/16)  | V. Gerulaitis | —               | —             | —                | —                |
| 1983  | n.o.             | n.o.             | 2e tour (1/32)           | P. Arraya                | 1er tour (1/64) | H. Pfister    | 2e tour (1/32)  | B. Manson     | 1/4 de finale    | I. Lendl         |
| 1984  | n.o.             | n.o.             | 2e tour (1/32)           | E. Sánchez               | 1/4 de finale   | I. Lendl      | 1/8 de finale   | G. Mayer      | —                | —                |
| 1985  | n.o.             | n.o.             | 1/8 de finale            | M. Wilander              | 2e tour (1/32)  | S. Giammalva  | 1/8 de finale   | J. McEnroe    | 2e tour (1/32)   | J. Lloyd         |
| 1986  | n.o.             | n.o.             | 3e tour (1/16)           | D. Keretić               | 3e tour (1/16)  | T. Mayotte    | 1er tour (1/64) | A. Mansdorf   | n.o.             | n.o.             |
| 1987  | —                | —                | 1er tour (1/64)          | L. Courteau              | 2e tour (1/32)  | J. Nyström    | 2e tour (1/32)  | J. Yzaga      | n.o.             | n.o.             |
| 1988  | —                | —                | 1er tour (1/64)          | J. Pugh                  | 1er tour (1/64) | A. Olhovskiy  | 1er tour (1/64) | M. Mečíř      | n.o.             | n.o.             |

N.B. : à droite du résultat se trouve le nom de l'ultime adversaire.

### En double
| Année | Open d'Australie                                                              | Open d'Australie | Internationaux de France                                                           | Internationaux de France                                                           | Wimbledon                                                                         | Wimbledon                                                                        | US Open                                                                         | US Open | Open d'Australie | Open d'Australie |
| ----- | ----------------------------------------------------------------------------- | ---------------- | ---------------------------------------------------------------------------------- | ---------------------------------------------------------------------------------- | --------------------------------------------------------------------------------- | -------------------------------------------------------------------------------- | ------------------------------------------------------------------------------- | ------- | ---------------- | ---------------- |
| 1976  | —                                                                             | —                | 1er tour (1/32) J. Hřebec \|\| style="text-align:left;" \| B. Gottfried R. Ramírez | —                                                                                  | —                                                                                 | —                                                                                | —                                                                               | n.o.    | n.o.             |                  |
| 1977  | —                                                                             | —                | —                                                                                  | —                                                                                  | —                                                                                 | —                                                                                | 1er tour (1/32) J. Kodeš \|\| style="text-align:left;" \| D. Stockton W. Fibak  | —       | —                |                  |
| 1978  | n.o.                                                                          | n.o.             | 1/4 de finale J. Kodeš \|\| style="text-align:left;" \| G. Mayer H. Pfister        | —                                                                                  | —                                                                                 | 2e tour (1/16) Günthardt \|\| style="text-align:left;" \| J. McEnroe P. Fleming  | —                                                                               | —       |                  |                  |
| 1979  | n.o.                                                                          | n.o.             | 1/2 finale J. Kodeš \|\| style="text-align:left;" \| G. Mayer S. Mayer             | 1/8 de finale J. Kodeš \|\| style="text-align:left;" \| R. Case G. Masters         | 2e tour (1/16) J. Kodeš \|\| style="text-align:left;" \| C. Pasarell D. Schneider | —                                                                                | —                                                                               |         |                  |                  |
| 1980  | n.o.                                                                          | n.o.             | 1/8 de finale P. Fleming \|\| style="text-align:left;" \| V. Amaya H. Pfister      | —                                                                                  | —                                                                                 | —                                                                                | —                                                                               | —       | —                |                  |
| 1981  | n.o.                                                                          | n.o.             | 1/8 de finale P. Složil \|\| style="text-align:left;" \| T. Moor E. Teltscher      | 2e tour (1/16) P. Složil \|\| style="text-align:left;" \| I. El Shafei J. Feaver   | —                                                                                 | —                                                                                | —                                                                               | —       |                  |                  |
| 1982  | n.o.                                                                          | n.o.             | —                                                                                  | —                                                                                  | 1er tour (1/32) P. Složil \|\| style="text-align:left;" \| T. Graham M. Mitchell  | —                                                                                | —                                                                               | —       | —                |                  |
| 1983  | n.o.                                                                          | n.o.             | 1/2 finale P. Složil \|\| style="text-align:left;" \| A. Järryd Simonsson          | —                                                                                  | —                                                                                 | 1er tour (1/32) Günthardt \|\| style="text-align:left;" \| S. Meister C. Wittus  | 1/8 de finale M. Dickson \|\| style="text-align:left;" \| L. Bourne M. Mitchell |         |                  |                  |
| 1984  | n.o.                                                                          | n.o.             | Finale P. Složil                                                                   | H. Leconte Y. Noah                                                                 | 1/8 de finale P. Složil \|\| style="text-align:left;" \| J. Alexander Fitzgerald  | Victoire Fitzgerald                                                              | S. Edberg A. Järryd                                                             | —       | —                |                  |
| 1985  | n.o.                                                                          | n.o.             | 1er tour (1/32) P. Složil \|\| style="text-align:left;" \| M. Davis C. Dunk        | 2e tour (1/16) P. Složil \|\| style="text-align:left;" \| P. McNamee P. McNamara   | 1er tour (1/32) P. Složil \|\| style="text-align:left;" \| C. Hooper L. Shiras    | 2e tour (1/16) Fitzgerald \|\| style="text-align:left;" \| J. Letts Robertson    |                                                                                 |         |                  |                  |
| 1986  | n.o.                                                                          | n.o.             | Victoire Fitzgerald                                                                | S. Edberg A. Järryd                                                                | 2e tour (1/16) Fitzgerald \|\| style="text-align:left;" \| B. Dyke W. Masur       | 1/8 de finale Fitzgerald \|\| style="text-align:left;" \| G. Muller T. Nelson    | n.o.                                                                            | n.o.    |                  |                  |
| 1987  | —                                                                             | —                | 1er tour (1/32) Fitzgerald \|\| style="text-align:left;" \| A. Boetsch L. Courteau | 1/8 de finale Fitzgerald \|\| style="text-align:left;" \| P. Annacone van Rensburg | 1/8 de finale M. Mečíř \|\| style="text-align:left;" \| J. Lozano T. Witsken      | n.o.                                                                             | n.o.                                                                            |         |                  |                  |
| 1988  | —                                                                             | —                | 1er tour (1/32) G. Forget \|\| style="text-align:left;" \| E. Jelen P. Kühnen      | 1/4 de finale G. Forget \|\| style="text-align:left;" \| P. Doohan J. Grabb        | 1/8 de finale M. Mečíř \|\| style="text-align:left;" \| E. Korita J. Levine       | n.o.                                                                             | n.o.                                                                            |         |                  |                  |
| 1989  | —                                                                             | —                | 1/8 de finale Woodforde \|\| style="text-align:left;" \| T. Carbonell C. Costa     | —                                                                                  | —                                                                                 | 1/8 de finale P. Korda \|\| style="text-align:left;" \| P. Annacone van Rensburg | n.o.                                                                            | n.o.    |                  |                  |
| 1990  | —                                                                             | —                | 1/8 de finale T. Pawsat \|\| style="text-align:left;" \| K. Nováček M. Šrejber     | 2e tour (1/16) P. Korda \|\| style="text-align:left;" \| S. Cannon B. Garnett      | 1er tour (1/32) C. Suk \|\| style="text-align:left;" \| Camporese J. Sánchez      | n.o.                                                                             | n.o.                                                                            |         |                  |                  |
| 1991  | —                                                                             | —                | —                                                                                  | —                                                                                  | 1er tour (1/32) Nováček \|\| style="text-align:left;" \| P. Annacone K. Evernden  | 1er tour (1/32) J. Hlasek \|\| style="text-align:left;" \| N. Aerts F. Roese     | n.o.                                                                            | n.o.    |                  |                  |
| 1992  | 1er tour (1/32) Bo. Becker \|\| style="text-align:left;" \| J. Grabb Reneberg | —                | —                                                                                  | —                                                                                  | —                                                                                 | —                                                                                | —                                                                               | n.o.    | n.o.             |                  |

N.B. : le nom du ou de la partenaire se trouve sous le résultat ; le nom des ultimes adversaires se trouve à droite.

## Participation aux Masters

### En double
| Année | Ville    | Surface         | Partenaire      | Résultats | Résultat final     |
| ----- | -------- | --------------- | --------------- | --------- | ------------------ |
| 1982  | New York | Moquette indoor | Pavel Složil    | 1v, 1d    | Demi-finaliste     |
| 1983  | New York | Moquette indoor | Pavel Složil    | 2v, 1d    | Finaliste          |
| 1984  | New York | Moquette indoor | Pavel Složil    | 1v, 1d    | Demi-finaliste     |
| 1985  | New York | Moquette indoor | Pavel Složil    | 0v, 1d    | Quart de finaliste |
| 1986  | Londres  | Moquette indoor | John Fitzgerald | 2v, 2d    | Demi-finaliste     |
| 1987  | Londres  | Moquette indoor | Miloslav Mečíř  | 5v, 0d    | Vainqueur          |